# Serrata tuii
Serrata tuii là một loài ốc biển, và là một động vật thân mềm sống ở biển thuột Lớp Chân bụng, Họ Ốc mép (Marginellidae).

## Miêu tả
Kích thước vỏ ốc khoảng 10 mm

## Phân bố
Loài này phân bố dọc theo bờ biển Nouvelle-Calédonie.